# Tatiana Calderón
Tatiana Calderón Noguera (Bogotá, 10 maart 1993) is een Colombiaans autocoureur. Sinds 2018 is Calderón test- en reservecoureur voor Sauber en Alfa Romeo in de Formule 1.

## Carrière
In 2005-2006 reed Calderón in het karting, waar ze het Easykart National Championship won. In het daaropvolgende seizoen eindigde ze als derde in de Rotax-divisie van het Colombiaanse kartkampioenschap. In 2008 werd ze de eerste vrouw die de Snap-On-Stars of Karting Divisional Championship-JICA Eastern-kampioenschap won en was ze ook de kampioen van de IAME International Challenge. In 2009 eindigde ze als tweede in de Radical European Master Series - SR5 en was ze ook tweede in de Colombiaanse Rotax Senior Max Challenge.
In 2010 begon Calderón haar carrière in het formuleracing in het Star Mazda Championship voor het team Juncos Racing. Ze eindigde hier in haar eerste seizoen als tiende met als beste resultaat een zevende plaats in race 1 op de Autobahn Country Club. Ook won ze dat jaar het Colombiaanse Rotax-kampioenschap. In 2011 eindigde ze in de Star Mazda als zesde in het kampioenschap met twee derde plaatsen, waarmee ze de eerste vrouw werd die op het podium stond in het kampioenschap.
In 2012 stapte Calderón over naar het racen in Europa in de Formule 3 in de Europese F3 Open voor het team EmiliodeVillota Motorsport. Met als beste resultaat een vierde plaats op de Hungaroring eindigde ze als negende in het kampioenschap.
In 2013 stapte Calderón over naar het nieuwe Europees Formule 3-kampioenschap, waar ze voor het team Double R Racing reed. Met een vijtiende plaats op Silverstone als beste resultaat eindigde ze zonder punten als 32e in de eindstand.
In de winter van 2014 reed Calderón in de Florida Winter Series, georganiseerd door de Ferrari Driver Academy, het opleidingsprogramma van het Formule 1-team van Ferrari. Zij won één race tijdens het eerste raceweekend op de Sebring International Raceway. Later dat jaar keerde ze terug in de Europese Formule 3, waar ze een contract tekende bij het team Signature. Nadat het contract van het team met Renault niet doorging, stapte ze over naar het team Jo Zeller Racing. In de tweede helft van het seizoen eindigde ze regelmatig in de top 10, met een vijfde plaats op Spa-Francorchamps als hoogtepunt. Mede hierdoor werd ze vijftiende in het kampioenschap met 29 punten.
In 2015 stapte Calderón binnen de Europese Formule 3 over naar het team Carlin. Hier kende ze een minder seizoen, waarin ze met een elfde plaats op het Circuit Park Zandvoort als beste resultaat zonder punten op plaats 27 eindigde in het kampioenschap.
In de winter van 2015-2016 nam Calderón deel aan de MRF Challenge. Zij won één race op het Dubai Autodrome en met zes andere podiumplaatsen werd ze achter Pietro Fittipaldi tweede in de eindstand met 199 punten. Later dat jaar stapte ze over naar de GP3 Series, waar ze een contract tekende met het team Arden International. Met twee tiende plaatsen op de Hockenheimring en het Autodromo Nazionale Monza behaalde ze twee punten, waardoor ze 21e werd in het kampioenschap. Daarnaast reed ze in vijf raceweekenden van de Euroformula Open; twee voor Teo Martín Motorsport en drie voor RP Motorsport. Ze behaalde een podiumplaats op de Red Bull Ring en eindigde met 66 punten als negende in het klassement.
In 2017 bleef Calderón rijden in de GP3, maar stapte ze over naar het team DAMS. Daarnaast werd ze aangesteld als ontwikkelingscoureur voor het Formule 1-team Sauber. Zij scoorde tweemaal punten door een zevende plaats op Monza en een achtste plaats op het Circuito Permanente de Jerez, waardoor ze achttiende werd in de eindstand met 7 punten. Aan het eind van dat jaar debuteerde ze in het laatste raceweekend van de World Series Formule V8 3.5 op het Bahrain International Circuit bij RP Motorsport. Zij eindigde de races als vijfde en derde, waardoor ze met 25 punten veertiende werd in het kampioenschap.
In 2018 reed Calderón een derde seizoen in de GP3, ditmaal voor het team Jenzer Motorsport. Halverwege het seizoen scoorde zij op de Hungaroring haar eerste punten. Met een zesde plaats op Monza als beste klassering werd zij zestiende in de eindstand met 11 punten.
In 2019 stapte Calderón over naar de Formule 2, waarin zij uitkomt voor het team BWT Arden. Zij kende een zwaar seizoen, waarin zij de enige coureur was die een heel seizoen meereed zonder punten te scoren. In het weekend op Spa-Francorchamps kwam haar teamgenoot Anthoine Hubert bij een ongeluk om het leven. Zij eindigde het seizoen op plaats 22. Aan het eind van het seizoen debuteerde zij in de Porsche Supercup in het weekend op het Autódromo Hermanos Rodríguez, waarin zij uitviel in de eerste race en op plaats 25 eindigde in de tweede race.
In 2020 kwam Calderón uit in de Super Formula voor het team Drago Corse with ThreeBond. Daarnaast reed ze ook voor het Richard Mille Racing Team in de LMP2-klasse van de European Le Mans Series (ELMS). In de Super Formula reed zij, als gevolg van de maatregelen rondom de coronapandemie, in vijf van de zeven races, met twee twaalfde plaatsen op de Twin Ring Motegi en de Suzuka International Racing Course als beste resultaten. Zij eindigde puntloos op plaats 23 in het klassement. In de ELMS deelde zij gedurende het seizoen de auto met André Negrão, Beitske Visser en Sophia Flörsch en was een vijfde plaats in de seizoensopener op het Circuit Paul Ricard haar beste resultaat. Met 19,5 punten werd zij elfde in het kampioenschap. Verder debuteerde zij dat jaar in de 24 uur van Le Mans voor Richard Mille, waarin zij samen met Visser en Flörsch negende werd in de LMP2-klasse.
In 2021 keerde Calderón terug in de Super Formula bij Drago Corse, maar vanwege de coronamaatregelen reed zij in slechts vier van de zeven races. Een dertiende plaats in de seizoensopener op de Fuji Speedway was haar beste resultaat. Daarnaast stapte zij, samen met haar team Richard Mille en co-coureurs Visser en Flörsch, over naar het FIA World Endurance Championship. Een zesde plaats op het Autódromo Internacional do Algarve was het beste resultaat van het team en zij werd zeventiende in de eindstand met 23 punten.
In 2022 debuteerde Calderón in de IndyCar Series bij het team A.J. Foyt Enterprises. Zij zou enkel in de circuit- en stratenraces in actie komen, op de ovals zou de auto bezet worden door J.R. Hildebrand. Na zeven races, waarin een vijftiende plaats op de Indianapolis Motor Speedway haar beste resultaat was, werd deze inschrijving van het team teruggetrokken vanwege sponsorproblemen. Later dat jaar keerde zij terug in de Formule 2 bij het team Charouz Racing System als vervanger van Cem Bölükbaşı tijdens de laatste vier raceweekenden.